# Canton de Villers-Bocage (Somme)
Pour les articles homonymes, voir Canton de Villers-Bocage.
Le canton de Villers-Bocage est un ancien canton français situé dans le département de la Somme et la région Picardie.

## Géographie
Ce canton était organisé autour de Villers-Bocage dans l'arrondissement d'Amiens. Son altitude variait de 20 m (Saint-Vaast-en-Chaussée) à 154 m (Talmas) pour une altitude moyenne de 92 m.

## Histoire
Villers-Bocage est élevé au rang de chef-lieu de canton en 1790, lors de la division du département de la Somme en districts et en cantons.
Le canton ne compte alors que dix communes : Bertangles, Coisy, Flesselles, Molliens-au-bois, Montonvillers, Poulainville, Rainneville, Saint-Vaast-en-chaussée, Vaux-en-Amiénois et Villers-Bocage.
L'arrêté consulaire du 17 brumaire de l'an X (8 novembre 1801), remodèle les divisions cantonales en supprimant les cantons de Querrieux et de Contay, et en ajoutant quatorze communes au canton de Villers-Bocage : Bavelincourt, Beaucourt, Béhencourt, Cardonnette, Contay, Fréchencourt, Mirvaux, Montigny, Pierregot, Pont-Noyelles, Querrieu, Rubempré, Saint-Gratien et Vadencourt. La commune de Poulainville est retranchée et rattachée à un canton d'Amiens.
La commune de Talmas est intégrée au canton de Villers-Bocage en 1949.

## Traditions

### Mais et mariages
À la fin du XXe siècle, le taux de nuptialité déclinait régulièrement et les communes rurales n’ont pas été épargnées. Les coutumes locales associées à chaque étape de la vie ont disparu peu à peu et tout est devenu standardisé. Dans le canton de Villers-Bocage, les mais et les traditions liées au mariage ont subsisté jusqu’à la fin de la seconde guerre mondiale avant de mourir définitivement dans les années 50.
Les mais
Cette tradition consiste à honorer les filles à marier par le biais de branches d’arbres ou de fleurs. Dans la nuit du 30 avril au 1er mai, les jeunes gens de chaque village coupent des branches (quelquefois des arbres entiers !) ou des fleurs qu’ils accrochent au-dessus de la « grand-porte » ou des volets de la maison des jeunes filles. Il peut arriver qu’un bouquet soit fixé à la cheminée. Le matin du 1er mai, les demoiselles trouvent le bouquet, s’il n’a pas été décroché par une bande adverse, et le laissent jusqu’à la fin du mois. Chaque essence d’arbre, chaque fleur a une signification particulière qui renseigne la jeune fille sur ce que pensent d’elle les jeunes hommes du village :
- Le cerisier : la jeune fille va se marier dans l’année
- Le charme : tu me charmes
- L’épène (l’aubépine) : je t’aime
- L’épène fleurie : je t’aime à la folie
- Le sycomore : je t’aime jusqu’à la mort
- Le lilas : je t’laisse là (je te laisse tomber)
- La ronce : j’y renonce
- Le séu (le sureau) : tu pues
- Le pommier : j’te tire par tin pied! (cela signifie que la jeune fille n’est pas sérieuse)
- Le sapin : t’es une p...

Si le mai s’avère flatteur et si la jeune fille se montre aimable et accueillante, les jeunes gens se font offrir une collation (l’après midi ou le lendemain selon les villages) : elle leur offre gâteaux ou tartes, préparés pour l’occasion, accompagnés de cidre ou de café.
Les fiançailles
Le mai peut être, entre autres, une manière de déclarer ses sentiments à la jeune fille convoitée. Lorsque ceux-ci sont partagés par l’intéressée, cela peut déboucher sur des fiançailles.
Dans notre région, quand les fiançailles sont officielles, le jeune homme a «  l’entrée » de la maison de la jeune fille. Le père ou l’oncle du prétendant doit demander la main de l’élue à son responsable. Cela se déroule en général le dimanche et s’il y a accord, on parle de la dot et de l’organisation du mariage devant un verre de cidre. Dans certains villages, la demande se fait la veille de Noël : dans la soirée, le jeune homme se rend au domicile de la jeune fille avec ses parents et se pratique alors la coutume du « cuignet ». Le cuignet est un grand gâteau dans lequel une aiguille à tricoter est cachée. Le prétendant doit entamer le gâteau sans toucher l’aiguille. S’il la touche, c’est qu’il n’est pas mûr pour le mariage : l’aide discrète de la jeune fille qui le guide lui permet de réussir dans la plupart des cas.
Jusqu’au XIXe siècle, les fiancées sont presque toujours originaires du même village. Une étude menée à Rainneville par Christian Manable permet de constater, qu’au XVIIIe siècle, plus de 90 % des mariés sont de la commune ou des villages limitrophes. À la fin du XIXe siècle, il devient plus courant d’aller chercher sa fiancée dans les communes des alentours : « L’étranger » attiré par une fille du village doit alors respecter un certain nombre d’obligations. En règle générale, il doit offrir à boire à tous les jeunes ou s’acquitter d’une somme d’argent. Cet argent est utilisé pour offrir un cadeau aux époux et pour régaler la jeunesse. Si la somme est suffisamment importante, une autre part va à l’église et aux jeunes sous les drapeaux. Il s’agit en fait de dédommager les jeunes du village pour la perte d’une épouse éventuelle. Le fiancé étranger refusant cette coutume se voit exclu du village et la nuit de noces fait l’objet d’un grand charivari. Dans certains villages, on n’hésite pas à entraver la présence du prétendant extérieur en gênant l’entrée de la maison de la jeune fille et en lui envoyant des projectiles divers : c’est le pelotage à cailloux, à boues... Des rivalités anciennes règnent entre les villages : entre Hérissart et Rubempré notamment, où les boutons de culottes des jeunes gens sont coupés s’ils s’aventurent chez les voisins, où les vaches au piquet sont détachées... Cette coutume s’applique également à la jeune fille étrangère. À Querrieu, par exemple, celle-ci doit régaler les habitantes avant être retenue prisonnière d’un « combe » (longue corde en picard) tendu dans la rue. Elle doit verser une obole avant d’entendre des compliments et de recevoir un cadeau.
Le mariage
L’Église a longtemps légiféré seule en matière de mariage et a rendu la présence d’un prêtre obligatoire à partir du XVIIIe siècle. Il est facile d’imaginer les problèmes posés par la présence de certaines confessions non catholiques dont subsistent des traces dans quelques communes (protestante à Contay, juive à Pierregot...). Au XVIe siècle, le pouvoir civil se redresse mais l’ordonnance de Blois de 1579 exige la célébration devant le curé. Malgré cette obligation le mariage à la Gamine (devant notaire) existe toujours. Les protestants persécutés après la révocation de l’Édit de Nantes (1685) fuient la France ou se convertissent. À Contay et Vadencourt, une activité protestante clandestine se maintient durablement et il n’est pas rare de constater que certains marient leurs enfants à l’église tout en étant protestants. En 1787, une ordonnance leur permet de faire constater le mariage par les officiers de justice (édit de tolérance de Louis XVI sur le mariage des protestants). Malgré cette possibilité, ceux de Contay continuent de se marier à l’église. Après la Révolution française, le mariage est considéré uniquement comme un contrat civil célébré par un curé ayant prêté serment. En 1792, l’État civil est institué et la loi retire aux prêtres la tenue des registres qui est confié, après hésitation entre notaires, juges de paix et municipalités, à ces dernières. Malgré cette loi, les curés persistent à signer l’enregistrement des actes jusqu’à la fin décembre 1792 à Flesselles, Vaux en Amiénois et Villers-Bocage. À partir de 1793, la charge de l’État civil incombe complètement aux municipalités (maire ou membre du conseil). En 1802 est votée une loi obligeant le mariage civil avant le mariage religieux, loi qui est toujours en application.
Les noces
Jusqu’au XVIIIe siècle de nombreux interdits religieux et contraintes économiques laissent peu de choix quant à la date des noces. Pendant la période de l’Avent et du Carême, il est interdit de se marier sans l’autorisation de l’évêque. À Rainneville, 9 % des mariés ont recours à cette autorisation entre 1737 et 1792. Pendant les travaux des champs qui nécessitent la présence de tous, il est impossible d’envisager le mariage. Avec l’apparition de nouveaux textes légiférant sur l’État civil et le mariage après la Révolution, les périodes prohibées disparaissent. Seul le mois de mai consacré à la Vierge est évité, car réputé de mauvais augure.
Le mariage a lieu le matin. Il y a d’abord le passage à la mairie où l’on se retrouve en petit comité (parents proches). Le maire ou son adjoint procède à la lecture des articles du Code civil consacrés au mariage et pose les questions rituelles. Une quête est effectuée au bénéfice d’une œuvre choisie par les mariés. À Pierregot il est courant d’offrir un verre de liqueur au maire, au secrétaire de mairie et aux témoins pour les remercier. À la sortie de la mairie un cortège s’organise et déambule jusqu’à l’église où le curé va bénir l’union. À Querrieu, un suisse guide le cortège entraîné par un violoneux qui racle à tour de bras la rengaine : « Viens, viens, viens, malheureuse viens, des coups d’bâton, tu n’in manqu’ros point » (Monographie d’Alfred Gosselin). Un mariage est un événement au village et les habitants sortent de chez eux pour voir passer le défilé bruyamment signalé par des coups de fusil et pétarades diverses. En 1901, des fillettes de l’école catholique de Molliens-au-Bois sont punies par la religieuse pour avoir contemplé le passage d’un grand mariage dont la mariée est parée d’une robe de satin à traîne. « À l’époque les jeunes filles se mariaient encore en robe de communiante » nous précise Marie-Louise Héren dans un article (Distractions, jeux et mots jadis interdits à Molliens-au-Bois).
Après la messe, les convives grignotent pain beurré, viande et flan. Dans de nombreux villages l’événement est fêté par la tournée des cafés avant que ne commence le repas de noces vers vingt heures. Histoires et chansons accompagnent les mets et les festivités se terminent par un bal dans les rues (peu de villages disposent d’une salle des fêtes). À Beauquesne, au nord du canton, les pauvres peuvent venir s’attabler et manger les restes quand les invités ont terminé le repas. Pendant le déroulement du bal, les mariés s’éclipsent pour se retrouver enfin seuls...
À Molliens-au-Bois, après la nuit de noces, les draps sont rangés et ne serviront plus que comme linceul.
Bien des choses ont évolué, la plupart des rites ont disparu mais le mariage constitue, aujourd’hui encore, une bonne raison de se retrouver autour d’un verre et de faire la fête au village comme à la ville.

## Administration

### Conseillers généraux de 1833 à 2015
(Les conseillers généraux n'ont été élus (au suffrage censitaire) qu'à partir de 1833).
| Période              | Période      | Identité                                             | Étiquette                | Qualité |
| -------------------- | ------------ | ---------------------------------------------------- | ------------------------ | --- |
| Conseillers désignés |              |                                                      |                          | |
| 1792                 | 1793         | François Rémi Gamain                                 | Girondin                 | Laboureur, conseiller municipal de Flesselles |
| 1806                 | 1826 (décès) | Jean-Baptiste "Robert" Jourdain de Thieulloy         |                          | Propriétaire à Saint-Gratien |
| 1826                 | 1833         | François Picard                                      |                          | Propriétaire - Maire de Villers-Bocage |
| Conseillers élus     |              |                                                      |                          | |
| 1833                 | 1834 (décès) | François Picard                                      |                          | Propriétaire - Maire de Villers-Bocage |
| 1834                 | 1855         | Amédée-Marie Comte puis marquis de Clermont-Tonnerre | conservateur             | propriétaire, ancien colonel d'infanterie Maire de Bertangles, conseiller d'arrondissement                                                            |
| 1855                 | 1874         | Amédée-Charles Marquis de Clermont-Tonnerre          | conservateur             | propriétaire Maire de Bertangles |
| 1874                 | 1880         | Joseph Vaysse de Rainneville                         | conservateur             | propriétaire à Allonville Sénateur (1876-1882) |
| 1880                 | 1892         | Louis Gourdin                                        | républicain              | cultivateur Maire de Montigny-sur-l'Hallue |
| 1892                 | 1898         | Arsène Debeauvais                                    | républicain              | cultivateur à Septenville, commune de Rubempré |
| 1898                 | 1904         | Gaston Trancart                                      | républicain progressiste | cultivateur à Olincourt, commune de Flesselles |
| 1904                 | 1919         | Paul Casimir Dubois                                  | républicain puis Rad.    | médecin Député (1919-1928) |
| 1919                 | 1928         | Albert Ménil                                         | progressiste de droite   | vétérinaire Maire de Villers-Bocage (1935-1944), conseiller d'arrondissement Député (1928-1932)                                                       |
| 1928                 | 1940         | Georges Sanier                                       | RG puis Rad.             | cultivateur Maire de Molliens-au-Bois (1912-1945), conseiller d'arrondissement                                                                        |
|                      |              |                                                      |                          | |
| 1945                 | 1964 (décès) | Richard Vilbert                                      | Radical                  | cultivateur Maire de Rubempré (1947-1964), ancien conseiller d'arrondissement                                                                         |
| 1964                 | 1992         | Pierre Claisse                                       | CD puis UDF-CDS          | vétérinaire Député (1986-1988) Vice-président du conseil général Adjoint au maire de Villers-Bocage                                                   |
| 1992                 | 2015         | Christian Manable                                    | PS                       | Professeur d'histoire-géo Suppléant du député Jacques Fleury (1997-2002) Président du conseil général (2008-2015) Conseiller municipal de Rainneville |

### Conseillers d'arrondissement (de 1833 à 1940)
| Période                                  | Période | Identité                                              | Étiquette | Qualité |
| ---------------------------------------- | ------- | ----------------------------------------------------- | --------- | --- |
| 1833                                     | 1834    | Marquis Amédée Marie de Clermont-Tonnerre (1779-1865) |           | Ancien colonel d'infanterie, propriétaire à Bertangles                                                      |
| 1834                                     | 1848    | Eustache René Bénézy (1796-1867)                      |           | Notaire, cultivateur, ancien maire de Villers-Bocage                                                        |
|                                          |         |                                                       |           | |
| 1913                                     | 1919    | Albert Ménil                                          | URD       | Vétérinaire à Villers-Bocage                                                                                |
| 1919                                     | 1928    | Georges Sanier (1869-1953)                            | RG        | Agriculteur, maire de Molliens-au-Bois (1912-1945)                                                          |
| 1928                                     | 1937    | Marcel Ducros (1881-1938)                             | RG        | Médecin à Rubempré                                                                                          |
| 1937                                     | 1940    | Richard Vilbert                                       | Rad.      | Cultivateur à Rubempré                                                                                      |
| 1940                                     |         |                                                       |           | Les conseils d'arrondissement ont été suspendus par la loi du 12 octobre 1940 et n'ont jamais été réactivés |
| Les données manquantes sont à compléter. |         |                                                       |           | |

## Composition
Le canton de Villers-Bocage regroupait 24 communes et comptait 12 529 habitants (recensement de 2006 sans doubles comptes).
| Communes                | Population (2012) | Code postal | Code Insee |
| ----------------------- | ----------------- | ----------- | ---------- |
| Bavelincourt            | 85                | 80260       | 80056      |
| Beaucourt-sur-l'Hallue  | 226               | 80260       | 80066      |
| Béhencourt              | 353               | 80260       | 80077      |
| Bertangles              | 654               | 80260       | 80092      |
| Cardonnette             | 417               | 80260       | 80173      |
| Coisy                   | 246               | 80260       | 80202      |
| Contay                  | 353               | 80560       | 80207      |
| Flesselles              | 2 143             | 80260       | 80316      |
| Fréchencourt            | 227               | 80260       | 80351      |
| Mirvaux                 | 144               | 80260       | 80550      |
| Molliens-au-Bois        | 326               | 80260       | 80553      |
| Montigny-sur-l'Hallue   | 197               | 80260       | 80562      |
| Montonvillers           | 71                | 80260       | 80565      |
| Pierregot               | 243               | 80260       | 80624      |
| Pont-Noyelles           | 789               | 80115       | 80634      |
| Querrieu                | 687               | 80115       | 80650      |
| Rainneville             | 761               | 80260       | 80661      |
| Rubempré                | 675               | 80260       | 80686      |
| Saint-Gratien           | 371               | 80260       | 80704      |
| Saint-Vaast-en-Chaussée | 563               | 80310       | 80722      |
| Talmas                  | 1 053             | 80260       | 80746      |
| Vadencourt              | 104               | 80560       | 80773      |
| Vaux-en-Amiénois        | 389               | 80260       | 80782      |
| Villers-Bocage          | 1 309             | 80260       | 80798      |

## Démographie

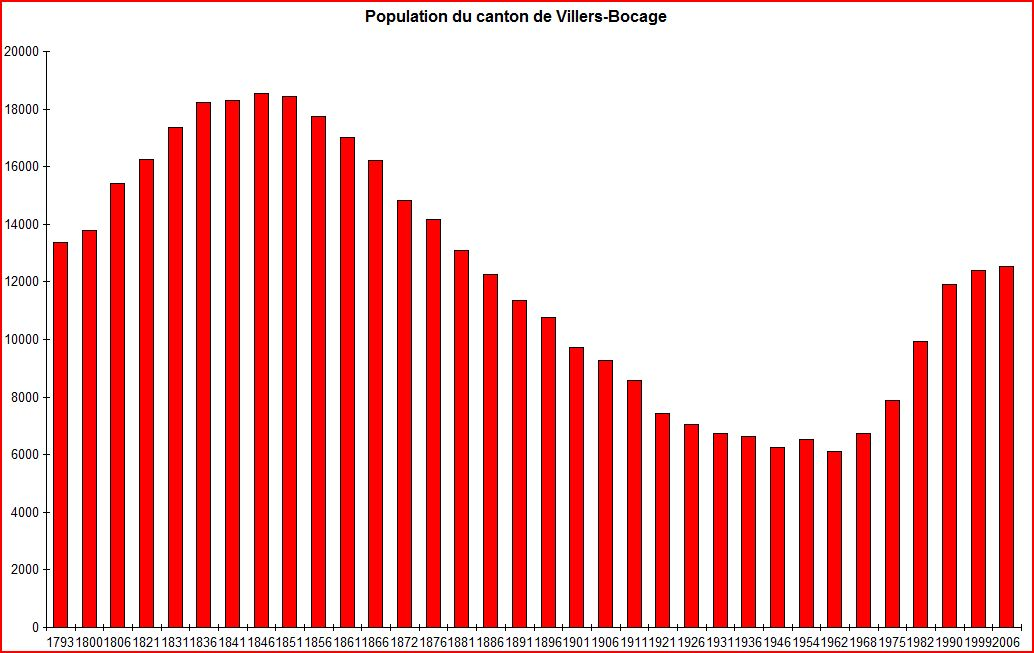
Population du canton de Villers-Bocage de 1793 à 2006

| 1793   | 1800   | 1806   | 1821   | 1831   | 1836   | 1841   | 1846   | 1851   |
| ------ | ------ | ------ | ------ | ------ | ------ | ------ | ------ | ------ |
| 13 379 | 13 772 | 15 413 | 16 425 | 17 359 | 18 212 | 18 291 | 18 544 | 19 444 |

| 1856   | 1861   | 1866   | 1872   | 1876   | 1881   | 1886   | 1891   | 1896   |
| ------ | ------ | ------ | ------ | ------ | ------ | ------ | ------ | ------ |
| 17 731 | 17 015 | 16 212 | 14 833 | 14 165 | 13 100 | 12 249 | 11 350 | 10 748 |

| 1901  | 1906  | 1911  | 1921  | 1926  | 1931  | 1936  | 1946  | 1954  |
| ----- | ----- | ----- | ----- | ----- | ----- | ----- | ----- | ----- |
| 9 729 | 9 284 | 8 574 | 7 429 | 7 063 | 6 729 | 6 649 | 6 243 | 6 537 |

| 1962  | 1968  | 1975  | 1982  | 1990   | 1999   | 2006   | - | - |
| ----- | ----- | ----- | ----- | ------ | ------ | ------ | - | - |
| 6 139 | 6 742 | 7 889 | 9 942 | 11 973 | 12 386 | 12 529 | - | - |